# Пихль-Кайниш
Пихль-Кайниш (нем. Pichl-Kainisch) — коммуна (нем. Gemeinde) в Австрии, в федеральной земле Штирия. 
Входит в состав округа Лицен.  Население составляет 767 человек (на 31 декабря 2005 года). Занимает площадь 29,84 км². Официальный код  —  6 12 33.

## Политическая ситуация
Бургомистр коммуны — Манфред Ритцингер (СДПА) по результатам выборов 2005 года.
Совет представителей коммуны (нем. Gemeinderat) состоит из 9 мест.
- СДПА занимает 6 мест.
- АНП занимает 2 места.
- АПС занимает 1 место.